# Championnat de Yougoslavie de football 1996-1997
Navigation
Saison précédente Saison suivante
La saison 1996-1997 du Championnat de Yougoslavie de football est la soixante-huitième édition du championnat de première division en Yougoslavie. Les douze meilleurs clubs du pays prennent part à la compétition et sont regroupées en une poule unique où chaque formation affronte trois fois ses adversaires. En fin de saison, les deux derniers du classement sont relégués et remplacés par les deux meilleurs clubs de deuxième division, tandis que le club classé 10e dispute un barrage de promotion-relégation face au 3e de D2.
C'est le club du FK Partizan Belgrade, tenant du titre, qui remporte à nouveau la compétition, en terminant en tête du classement final, avec six points d'avance sur le FK Étoile rouge de Belgrade et trente-et-un sur le FK Vojvodina Novi Sad. C'est le 15e titre de champion de Yougoslavie de l'histoire du club.

## Les clubs participants
| - FK Borac Čačak - Promu de D2 - FK Partizan Belgrade - FK Étoile rouge de Belgrade - Hajduk-Rodic MB Kula - Promu de D2 - FK Rad Belgrade - FK Mladost Lucani | - FK Becej - FK Budućnost Podgorica - Promu de D2 - FK Vojvodina Novi Sad - FK Zemun - Promu de D2 - FK Čukarički - Proleter Zrenjanin |

## Compétition

### Classement
Le barème de points utilisé pour établir le classement est le suivant :
- Victoire : 3 points
- Match nul : 1 point
- Défaite : 0 point

| Rang | Équipe                          | Pts | J  | G  | N  | P  | Bp | Bc | Diff |
| ---- | ------------------------------- | --- | -- | -- | -- | -- | -- | -- | ---- |
| 1    | FK Partizan Belgrade (T)        | 84  | 33 | 26 | 6  | 1  | 88 | 17 | +71  |
| 2    | FK Étoile rouge de Belgrade (C) | 78  | 33 | 25 | 3  | 5  | 79 | 30 | +49  |
| 3    | FK Vojvodina Novi Sad           | 53  | 33 | 15 | 8  | 10 | 49 | 35 | +14  |
| 4    | Hajduk-Rodic MB Kula (P)        | 44  | 33 | 12 | 8  | 13 | 34 | 37 | -3   |
| 5    | Proleter Zrenjanin              | 42  | 33 | 12 | 6  | 15 | 48 | 46 | +2   |
| 6    | FK Čukarički                    | 41  | 33 | 11 | 8  | 14 | 35 | 46 | -11  |
| 7    | FK Zemun (P)                    | 41  | 33 | 10 | 11 | 12 | 40 | 37 | +3   |
| 8    | FK Mladost Lucani               | 41  | 33 | 12 | 5  | 16 | 45 | 59 | -14  |
| 9    | FK Rad Belgrade                 | 40  | 33 | 10 | 10 | 13 | 33 | 38 | -5   |
| 10   | FK Budućnost Podgorica (P)      | 39  | 33 | 11 | 6  | 16 | 26 | 44 | -18  |
| 11   | FK Becej                        | 38  | 33 | 11 | 5  | 17 | 34 | 48 | -14  |
| 12   | FK Borac Čačak (P)              | 14  | 33 | 4  | 2  | 27 | 22 | 93 | -71  |

|  | Qualification pour la Ligue des champions 1997-1998                                               |
|  | Qualification pour la Coupe des Coupes 1997-1998                                                  |
|  | Qualification pour la Coupe UEFA 1997-1998                                                        |
|  | Qualification pour la Coupe Intertoto 1997                                                        |
|  | Participation au barrage de promotion-relégation                                                  |
|  | Relégation directe en deuxième division                                                           |
|  | (T) : Tenant du titre (C) : Vainqueur de la Coupe de Yougoslavie (P) : Promu de deuxième division |

### Matchs

#### Barrage de promotion-relégation
| Équipe 1        | Résultat | Équipe 2               | Aller | Retour |
| --------------- | -------- | ---------------------- | ----- | ------ |
| FK Loznica (D2) | 0 - 1    | FK Budućnost Podgorica | 0 - 0 | 0 - 1  |

## Bilan de la saison
| Championnat de Yougoslavie de football 1996-1997                        |                                  |
| Champion                                                                | FK Partizan Belgrade (15e titre) |
| Coupes et trophées                                                      |                                  |
| Vainqueur de la Coupe de Yougoslavie 1996-1997                          | FK Étoile rouge de Belgrade      |
| Qualifications continentales                                            |                                  |
| Ligue des champions 1997-1998                                           | FK Partizan Belgrade             |
| Coupe des Coupes 1997-1998                                              | FK Étoile rouge de Belgrade      |
| Coupe UEFA 1997-1998                                                    | FK Vojvodina Novi Sad            |
| Coupe Intertoto 1997                                                    | Hajduk-Rodic MB Kula             |
| Coupe Intertoto 1997                                                    | FK Čukarički                     |
| Coupe Intertoto 1997                                                    | Proleter Zrenjanin               |
| Promotions et relégations                                               |                                  |
| Promus en SuperLiga                                                     | FK Zeleznik Belgrade             |
| Promus en SuperLiga                                                     | Obilic Belgrade                  |
| Relégués en Championnat de Yougoslavie de football de deuxième division | FK Becej                         |
| Relégués en Championnat de Yougoslavie de football de deuxième division | FK Borac Čačak                   |